# Myszarka japońska
Myszarka japońska (Apodemus speciosus) – gatunek gryzonia z rodziny myszowatych (Muridae), występujący endemicznie na Wyspach Japońskich.

## Systematyka
Takson po raz pierwszy opisany naukowo w 1844 roku przez C.J. Temmincka. Badania DNA mitochondrialnego i cytochromu b wskazują, że ten gatunek oraz myszarka koreańska (A. peninsulae), z którą występuje sympatrycznie na Hokkaido, oddzieliły się od innych myszarek w trakcie jednej z radiacji rodzaju. Skamieniałości tego gatunku są znajdowane w Japonii w osadach środkowego plejstocenu; gryzonie te niewiele różniły się od współczesnych.

## Nazewnictwo
Nazwa rodzajowa pochodzi od greckiego słowa άπόδημος apodemos – „poza domem, za progiem”. Epitet gatunkowy speciosus oznacza „piękny, okazały”.

## Biologia

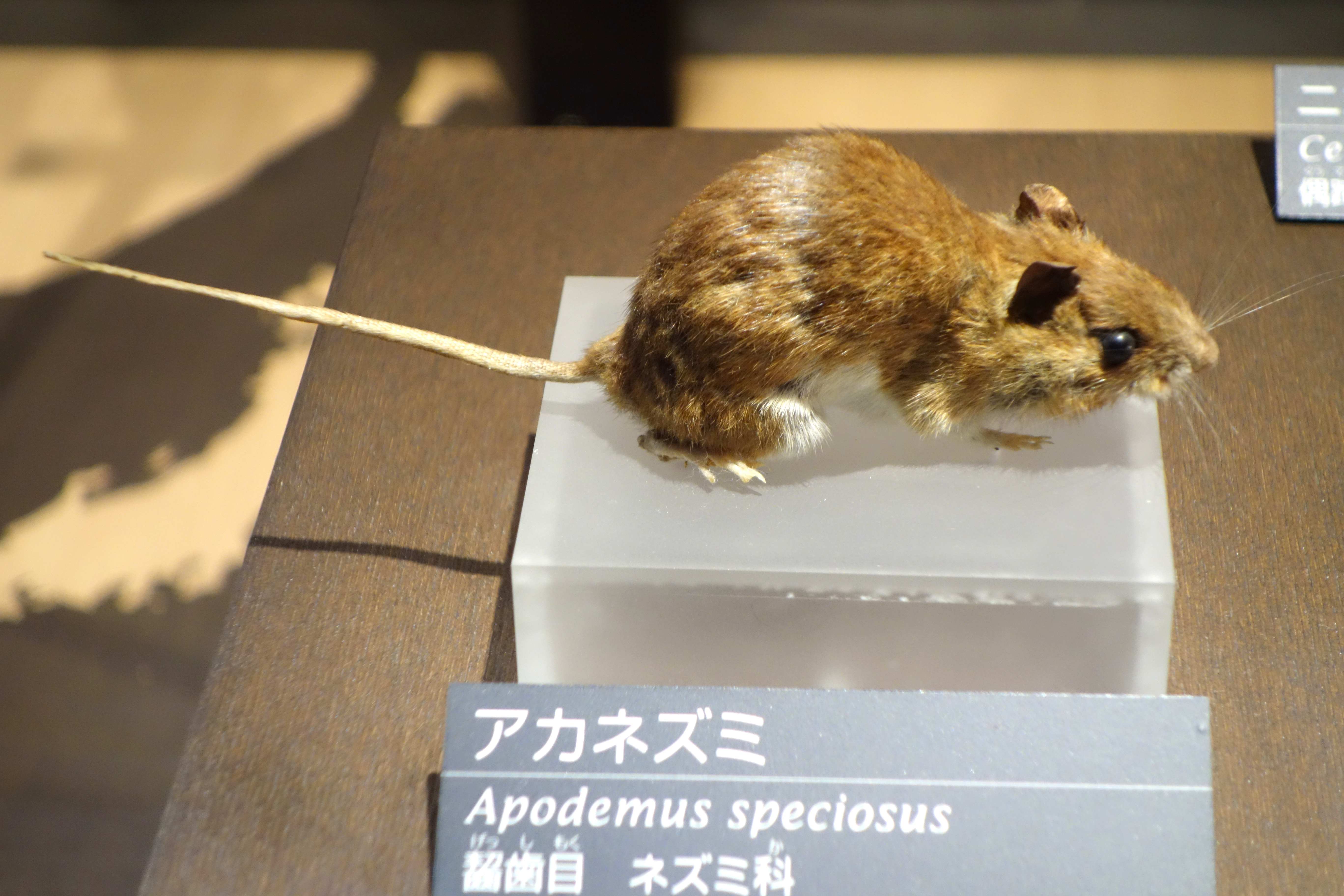
Wypchany egzemplarz w Narodowym Muzeum Przyrody i Nauki w Tokio

Myszarka japońska żyje na czterech głównych wyspach Japonii, Hokkaido, Honsiu, Kiusiu i Sikoku, zamieszkuje także wiele mniejszych otaczających je wysp. Jedną z nich jest Kunaszyr, administracyjnie leżący w granicach Rosji. Myszarka japońska jest spotykana od poziomu morza po góry, zamieszkuje lasy, tereny trawiaste, a także pola (w tym pola ryżowe).

## Populacja
Myszarka japońska występuje na dużym obszarze, jest bardzo pospolita, populacja jest stabilna i niezagrożona. Występuje w wielu obszarach chronionych. Jest uznawana za gatunek najmniejszej troski.